# Rocourt (Jura)
Pour les articles homonymes, voir Rocourt.
Rocourt est une localité et une ancienne commune suisse du canton du Jura.

Vue aérienne (1950)

## Situation
Niché dans la verdure à 512 mètres d’altitude au cœur de la Haute-Ajoie sur l’axe transfrontalier Porrentruy-Besançon, à 12 km de Porrentruy, au pied nord du Jura, Rocourt accueille aujourd’hui quelque 150 habitants, après en avoir compté le double vers 1850. Sa superficie est de 446 hectares, dont 267 de terrains agricoles.
Rocourt a su stabiliser sa démographie grâce à la création d’un lotissement sur le haut du village, qui a déjà vu se construire une dizaine de maisons et propose encore plusieurs terrains viabilisés au prix de CHF 38.– le m².

## Origine historique
Le nom de la localité est cité pour la première fois en 1148 dans une bulle du pape Eugène III. L’histoire locale a retenu le nom des seigneurs de Rocourt, qui avaient construit leur château fort à l’emplacement de l’église actuelle et donné leurs armoiries au village: «De gueules à la croix d’or cantonnée de vingt billettes du second, cinq par canton et rangées en sautoir». En 1474, Rocourt a été attribué à l’Évêché de Bâle.
De 1793 à 1815, Rocourt a appartenu à la France, dans le département du Mont-Terrible, puis dans celui du Haut-Rhin. À la suite d'une décision du Congrès de Vienne, en 1815, la commune a été attribuée au canton de Berne, comme toutes celles du District de Porrentruy.
Depuis le 1er janvier 1979, la commune fait partie du canton du Jura.
Rocourt a participé à l'élaboration du projet de fusion avec les autres communes de Haute-Ajoie (Chevenez, Grandfontaine, Roche-d'Or, Réclère et Damvant), prenant effet au 1er janvier 2009, mais ses citoyens, comme ceux de Grandfontaine, ont refusé d'adhérer à la nouvelle entité, par suffrage à bulletin secret lors de l'assemblée communale du 7 mars 2008 (39 oui, 24 non). 
L'exécutif de Rocourt a été largement renouvelé à l'occasion des élections communales du 30 novembre 2008. Le nouveau Conseil communal est désormais composé de Raymond Périat (maire) ainsi que des conseillers communaux Gérard Nicoulin (ancien), Mélanie Braun (ancienne), Joël Mouhay (nouveau) et Johann Suard (nouveau). La nouvelle présidente des assemblées est Aline Monnier-Boillat.
Le 1er janvier 2018, Rocourt rejoint finalement Haute-Ajoie.

## Économie
Rocourt est un village encore largement agricole. Les exploitations s’adonnent à la production de lait, à la culture de céréales et à l'élevage de chevaux et de bovins.
Aucune industrie n'est installée au village. Dans le secteur tertiaire, on peut mentionner un atelier de confection de poupées en porcelaine, un bureau de traduction et le siège social d'une entreprise d'informatique, TechInfo SA ainsi qu'une entreprise événementiel CDL EVENTS Sàrl.

## Transports
- Ligne du bus CarPostal Porrentruy-Damvant

## Curiosités
- Construite en 1857, l’église paroissiale Saint-François-Xavier intéressera les amateurs d’art sacré, qui y découvriront la statue de Notre-Dame de Pitié (début du XVIe siècle) ainsi que les vitraux modernes dus à l’artiste belge Ines Vandeghinste, qui a habité le village à la fin des années 1980.
- Insoupçonné de la plupart, l’Association de sauvegarde du patrimoine rural jurassien (ASPRUJ) l’a redécouvert récemment à la faveur d’un recensement des espèces rares du verger jurassien : c’est en effet à Rocourt que s’élève le dernier spécimen connu au monde de pommier Jérusalem. Son patrimoine génétique a été soigneusement recueilli et pourra, qui sait, connaître la renaissance dans la terre généreuse des vergers de Haute-Ajoie ou d’ailleurs.

## Gastronomie
Rocourt est, avec les autres communes de la Haute-Ajoie, l'épicentre de la fête gastronomique de la Saint-Martin, qui fête le cochon chaque année en novembre. Le Restaurant du Raisin, à l'entrée du village, est l'un des établissements les plus réputés à proposer le menu traditionnel. 

## Personnalités
Si aucune personnalité marquante n'a enrichi l'histoire de Rocourt jusqu'à présent, la localité peut néanmoins s'enorgueillir du fait d'avoir donné deux Présidents du Parlement à la République et Canton du Jura :
- Claude Laville (PCSI) en 1997. Fiche dans le Dictionnaire du Jura ;
- Charles Froidevaux (PDC) en 1999. Fiche dans le Dictionnaire du Jura.